# Біблія Ментеліна
Біблія Ментеліна — вважається першою друкованою Біблією, виданою народною німецькою мовою, та є першою з т. з. «долютерівських» Біблій.

## Опис
Біблію Ментеліна  надруковано в 1466 році, через 10 років після Біблії Гутенберга. Видавцем був Йоганнес Ментелін з Шлеттштадта, який у 1447-му році отримав громадянство імперського міста Страсбурга у статусі каліграфа-переписувача (гольдшрайбера). 
Немає жодних відомостей про те, що Ментелін навчався друкарської майстерності у Гутенберга. Однак відомо, що свого співробітника, Генріха Эггештайна, він відправляв у Майнц для навчання друкарській справі.
Шрифт Біблії Ментеліна дрібніший, ніж шрифт 42-рядкової Біблії Гутенберга. Завдяки цьому Ментелін збільшив тираж і зменшив витрати. На кожній шпальті помістилися два стовпчики по 61 рядку. У книзі 406 аркушів формату фоліо (30×43 см). Надрукований був лише основний текст, буквиці й заголовки вписував писар. 
У примірнику Баварської бібліотеки можна прочитати особистий запис Гектора Мюлиха, аугсбурзького історика, який вказав ціну, за якою була куплена книга: «1466 року 27-го червня була ця книга куплена без палітурки за ціною 12 гульденів» («1466 27 Junio ward ditz buch gekaft vneingepunden vmb 12 gulden»). Стільки коштували тоді, наприклад, чотири бики.
З вибором тексту Ментеліну пощастило менше, ніж із продажем книги. Він використовував переклад XIV століття, виконаний у Нюрнберзі за середньовічним принципом «слово в слово». Такий переклад був зручним як допоміжний при паралельному читанні латинської Біблії. Особливо він був поширений у Чехії, поступаючись, однак, за якістю іншому, новішому й повнішому перекладу Біблії. Останній передбачав вільне володіння німецькою мовою; він використовувався в рукописній Біблії Венцеля (Wenzelsbibel) й ніколи не був надрукований. Проте Ментелін мав бути ознайомлений і з цим, другим, перекладом. Вільгельм Вальтер довів, що для прологу (Prologi), коротких змістів (Argumenta) і заголовків псалмів (Psalmen-Tituli) використовувалися обидва переклади. Оскільки ці додатки перекладено краще, ніж основний текст Ментелінової Біблії, і в рукописах першого перекладу відсутні, то їх, можливо, запозичено із другого.
Навіть для другої половини XV століття, коли була надрукована Біблія Ментеліна, цей переклад виглядав архаїчно. Однак якість тексту не завадила виданню. Біблія Ментеліна перевидавалася ще 13 разів іншими видавцями з південних німецьких областей. Лише коли прийшла Реформація, становище змінилося. Хоча Йоганн Екк, головний опонент Мартіна Лютера, хотів використовувати Ментелінову Біблію як зброю проти перекладу Лютера, він відмовився від цього, виявивши в тексті понад 3000 місць, які не співпадали з текстом Вульгати. Йому довелося підготувати власний переклад, відомий як Біблія Екка.

## Факсиміле
- Wilhelm Kurrelmeyer[de]: Die erste deutsche Bibel. 10 Bände. (Бібліотека асоціації літераторів у Штутгарті[de], Стор. 234, 238, 243, 246, 249, 251, 254, 258, 259 та 266). Laupp, Tübingen 1904—1915